# Curtis Dwight Wilbur
Curtis Dwight Wilbur (Boonesboro, 10 maggio 1867 – 8 settembre 1954) è stato un politico statunitense.

## Biografia
Fu il quarantatreesimo segretario della marina statunitense sotto il presidente degli Stati Uniti d'America Calvin Coolidge. Suo fratello era Ray Lyman Wilbur, segretario degli Interni degli Stati Uniti.
Sposò Olive Doolittle Wilbur da cui ebbe diversi figli. Una volta ritirato dalla carriera politica trascorse i suoi ultimi anni con moglie e i 3 figli rimasti in vita: Edna, Paul e Lyman Dwight.

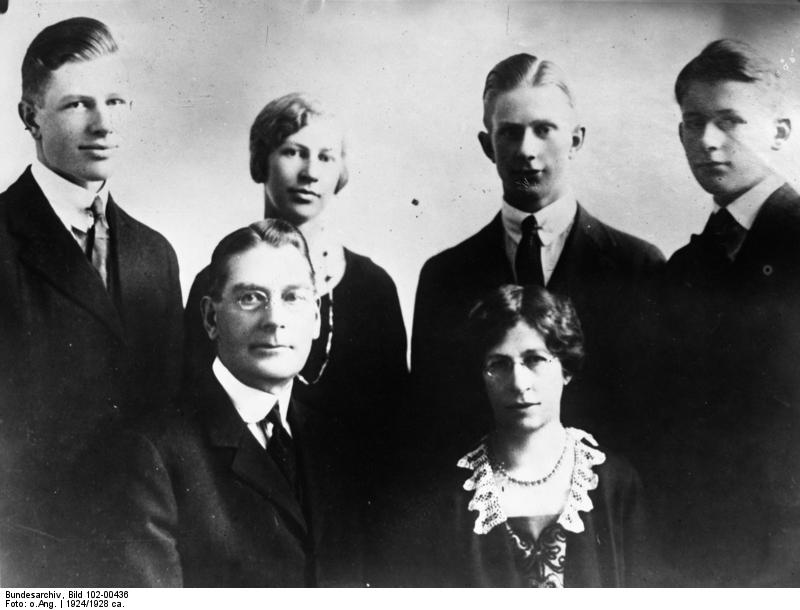
Curtis Dwight Wilbur con la sua famiglia.
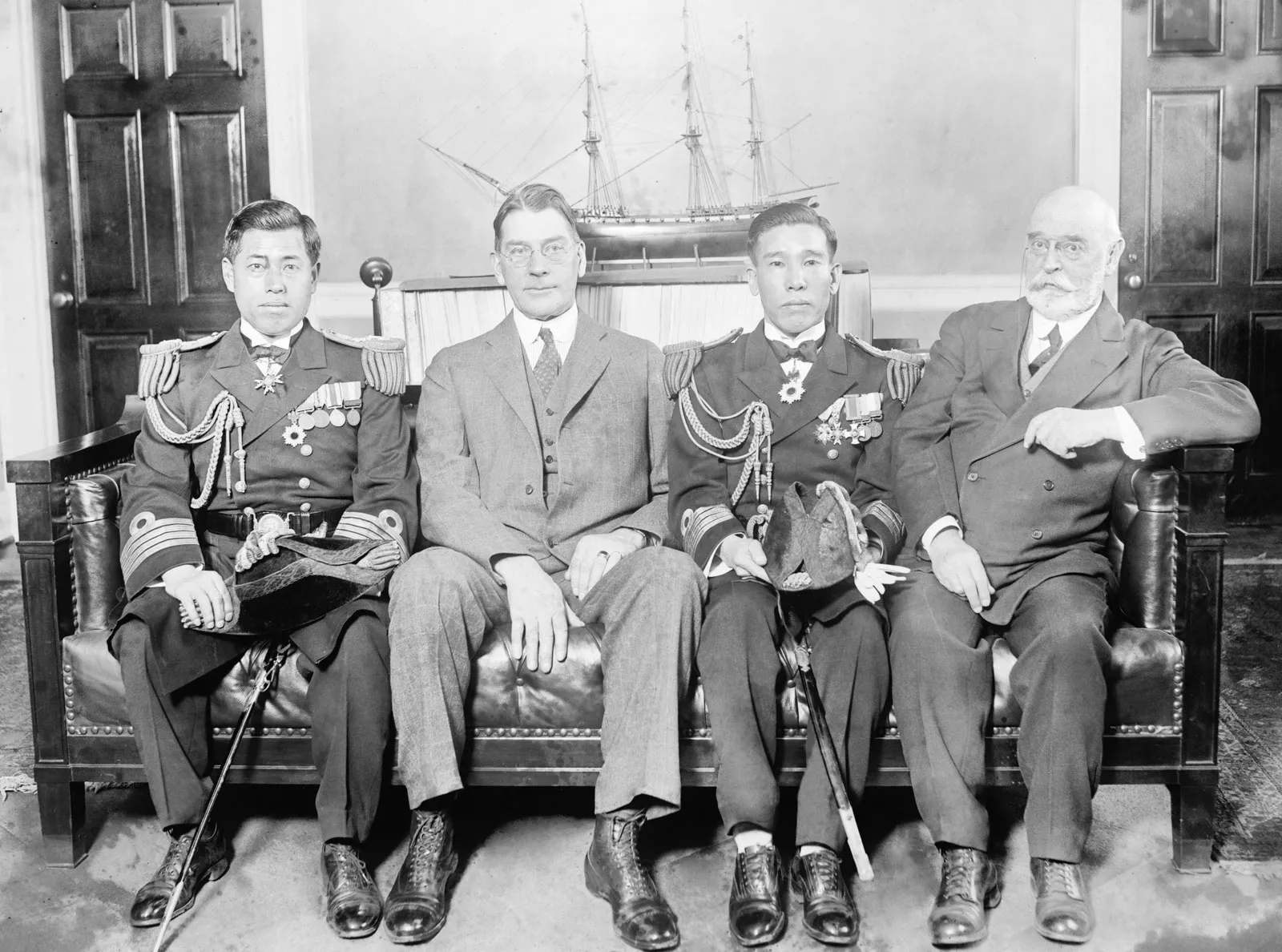
Il segretario della marina Wilbur con Isoroku Yamamoto, ufficiale della marina imperiale giapponese.

## Riconoscimenti
Il cacciatorpediniere USS Curtis Wilbur (DDG-54) è chiamato in tal modo in suo onore.